# Zwetana Pironkowa
Zwetana Pironkowa (bulgarisch Цветана Пиронкова; * 13. September 1987 in Plowdiw) ist eine ehemalige bulgarische Tennisspielerin.

## Karriere
Unter der Obhut ihres Vaters Kiril Entschew, eines ehemaligen Ruder-Champions, begann Pironkowa im Alter von vier Jahren mit dem Tennissport. 2005 ließ sie erstmals aufhorchen, als sie bei ihrem Debüt auf der WTA Tour in Istanbul gleich das Halbfinale erreichte, in dem sie sich Venus Williams geschlagen geben musste. Im selben Jahr kam sie auch beim WTA-Turnier in Palermo bis ins Halbfinale.
2006 konnte sich Pironkowa in den Top 100 der WTA-Weltrangliste festsetzen. Zu ihren besten Ergebnissen zählten Siege über Venus Williams (erste Runde der Australian Open) und Anna-Lena Grönefeld (erste Runde in Wimbledon). In Stockholm erreichte sie erneut ein Halbfinale.
Am 29. Juni 2010 feierte sie den mit Abstand größten Erfolg ihrer Karriere. Als Nummer 82 der Weltrangliste besiegte sie im Viertelfinale von Wimbledon die fünffache Turniersiegerin Venus Williams glatt mit 6:2, 6:3. Damit stand sie als erste bulgarische Spielerin in der Vorschlussrunde eines Grand-Slam-Turniers; dort zog sie gegen Wera Swonarjowa den Kürzeren.
2011 konnte sie sich in Wimbledon zunächst revanchieren. Durch einen glatten Zweisatzsieg über Swonarjowa zog sie ins Achtelfinale ein, in dem sie wiederum Venus Williams besiegte. Diesmal verlor sie ihr Viertelfinale, wenn auch erst nach drei Sätzen, gegen die spätere Turniersiegerin Petra Kvitová.
2012 erreichte Pironkowa in Hobart und in Doha jeweils das Achtelfinale. In Brüssel, Eastbourne und Båstad zog sie ins Viertelfinale ein. Bei den Olympischen Spielen in London schied sie in Runde zwei gegen Flavia Pennetta aus. Bei den US Open gelang ihr dann erstmals der Einzug ins Achtelfinale, in dem sie – beeinträchtigt durch eine Nackenverletzung – gegen Ana Ivanović in zwei glatten Sätzen verlor.
2013 gelang ihr erneut ein guter Auftritt in Wimbledon. Nach Siegen über Anastassija Pawljutschenkowa, Mona Barthel und Petra Martić schied sie im Achtelfinale gegen die an 4 gesetzte spätere Halbfinalistin Agnieszka Radwańska aus.
Zu Beginn des Jahres 2014 konnte sie sich beim Turnier in Sydney als Qualifikantin bis ins Finale spielen, das sie gegen Angelique Kerber mit 6:4, 6:4 gewann – ihr erster Titel auf der WTA Tour. Mit Kerber im Finale, Sara Errani im Viertel- und Petra Kvitová im Halbfinale besiegte sie in Sydney gleich drei Top-Ten-Spielerinnen. Mit diesem Sieg kehrte Pironkowa in die Top 100 zurück.
Seit 2003 hat sie zudem bereits 55 Partien für die bulgarische Fed-Cup-Mannschaft bestritten, darunter waren 29 Siege.
Nach dem Turnier in Wimbledon 2017 unterbrach Pironkowa ihre Karriere und wurde 2018 Mutter. Bei den US Open 2020 feierte sie ein erfolgreiches Comeback. Das Turnier im Folgejahr sollte das bislang letzte in ihrer Karriere sein.

## Turniersiege

### Einzel
| Nr. | Datum              | Turnier   | Kategorie    | Belag             | Finalgegnerin      | Ergebnis  |
| --- | ------------------ | --------- | ------------ | ----------------- | ------------------ | --------- |
| 1.  | 29. September 2002 | Vólos     | ITF $10.000  | Teppich           | Tina Schmassmann   | 7:63, 7:5 |
| 2.  | 29. Juni 2003      | Orestiada | ITF $10.000  | Hartplatz         | Simona-Iulia Matei | 6:1, 6:4  |
| 3.  | 3. August 2003     | Istanbul  | ITF $10.000  | Hartplatz         | İpek Şenoğlu       | 7:62, 6:0 |
| 4.  | 2. November 2003   | Istanbul  | ITF $10.000  | Hartplatz (Halle) | Shahar Peer        | 6:3, 6:2  |
| 5.  | 10. April 2005     | Rom       | ITF $25.000  | Sand              | Magda Mihalache    | 7:5, 7:5  |
| 6.  | 15. September 2007 | Bordeaux  | ITF $100.000 | Sand              | Alizé Cornet       | 6:2, 6:3  |
| 7.  | 10. Januar 2014    | Sydney    | WTA Premier  | Hartplatz         | Angelique Kerber   | 6:4, 6:4  |

## Abschneiden bei Grand-Slam-Turnieren

### Einzel
| Turnier         | 2005 | 2006 | 2007 | 2008 | 2009 | 2010 | 2011 | 2012 | 2013 | 2014 | 2015 | 2016 | 2017 | 2018 | 2019 | 2020 | 2021 | Karriere |
| --------------- | ---- | ---- | ---- | ---- | ---- | ---- | ---- | ---- | ---- | ---- | ---- | ---- | ---- | ---- | ---- | ---- | ---- | -------- |
| Australian Open | —    | 2    | 1    | 2    | 2    | 2    | 2    | 2    | 1    | 2    | 2    | 1    | 1    | —    | —    | —    | 1    | 2        |
| French Open     | —    | 2    | 1    | 2    | 1    | 1    | 2    | 2    | 1    | 2    | 3    | VF   | 2    | —    | —    | 3    | Q2   | VF       |
| Wimbledon       | Q3   | 2    | 1    | 1    | 1    | HF   | VF   | 2    | AF   | 1    | 1    | 1    | 2    | —    | —    |      | 1    | HF       |
| US Open         | Q2   | 1    | 2    | 1    | 1    | 2    | 2    | AF   | 1    | 2    | 1    | 2    | —    | —    | —    | VF   | 1    | VF       |

Zeichenerklärung: S = Turniersieg; F, HF, VF, AF = Einzug ins Finale / Halbfinale / Viertelfinale / Achtelfinale; 1, 2, 3 = Ausscheiden in der 1. / 2. / 3. Hauptrunde; Q1, Q2, Q3 = Ausscheiden in der 1. / 2. / 3. Qualifikationsrunde; nicht ausgetragen

### Doppel
| Turnier         | 2006 | 2007 | 2008 | 2009 | 2010 | 2011 | 2012 | 2013 | 2014 | 2015 | Karriere |
| --------------- | ---- | ---- | ---- | ---- | ---- | ---- | ---- | ---- | ---- | ---- | -------- |
| Australian Open | —    | 2    | —    | 2    | —    | 1    | —    | —    | —    | —    | 2        |
| French Open     | 2    | —    | 2    | 1    | —    | 1    | 1    | —    | —    | 1    | 2        |
| Wimbledon       | —    | —    | 1    | —    | —    | 2    | —    | 2    | 2    | 1    | 2        |
| US Open         | 1    | —    | 2    | —    | 1    | 1    | 1    | —    | —    | —    | 2        |